# Смерековка
Смерековка (укр. Смереківка) — село в Перемышлянской городской общине Львовского района Львовской области Украины.
Население по переписи 2001 года составляло 269 человек. Занимает площадь 2,35 км². Почтовый индекс — 81234. Телефонный код — 3263.

## История
В 1946 г. Указом ПВС УССР село Видень переименовано в Смерековку.